# Paweł Grzegorzewski
Paweł Grzegorzewski (ur. 2 lipca 1966) – polski lekkoatleta, specjalizujący się w krótkich biegach płotkarskich. 

## Sukcesy sportowe
Dwukrotny reprezentant Polski na halowych mistrzostwach Europy: Haga 1989 oraz Genua 1992 – w obu przypadkach nie awansował do biegów finałowych.
Wielokrotny medalista mistrzostw Polski na otwartym stadionie oraz w hali:
- w biegu na 60 metrów przez płotki w hali: złoty (Spała 1993)[1] oraz sześciokrotnie brązowy (Zabrze 1987, Zabrze 1988, Zabrze 1989, Spała 1990, Spała 1991, Spała 1992),
- w biegu na 110 metrów przez płotki: złoty (Kraków 1989)[2] oraz srebrny (Kielce 1993),
- w biegu sztafetowym 4 x 100 metrów: brązowy (Piła 1990).

## Rekordy życiowe
- bieg na 60 metrów przez płotki (hala) – 7,70 s. (16 lutego 1992, Spała)
- bieg na 110 metrów przez płotki – 13,58 s. (1 lipca 1993, Kraków) – 14. wynik w historii polskiej lekkoatletyki[3] oraz 13,4 s. (pomiar ręczny: 10 lipca 1993, Sopot)